# HOMER2
HOMER2‏ (Homer scaffold protein 2) هوَ بروتين يُشَفر بواسطة جين HOMER2 في الإنسان.